# Boitelle
Pour les articles homonymes, voir Boitelle (homonymie).
Boitelle est une nouvelle de Guy de Maupassant, parue en 1889.

## Historique
Boitelle est une nouvelle de Guy de Maupassant initialement publiée dans L'Écho de Paris du 22 janvier 1889, puis dans le recueil  La Main gauche en 1899
.
Cette nouvelle est dédiée à Robert Pinchon, l'un des plus anciens amis de Maupassant.

## Résumé
Boitelle est un pauvre homme de peine, ordurier du pays, qui raconte l’unique grande douleur de sa vie. Soldat de 20 ans, il s’était épris au Havre d’une servante noire, abandonnée, sans personne au monde, en qui il était persuadé d'avoir trouvé la compagne idéale. Mais ses parents, après une série de tentatives émouvantes et comiques, n’avaient pas réussi à s’habituer à cette idée, ils la trouvaient « trop noire » pour eux. Devant leur opposition, il avait baissé la tête, renonçant à cette union, se maria à une autre femme et eut quatorze enfants.

## Éditions
- 1889 - Boitelle, dans L'Écho de Paris
- 1889 - Boitelle, dans La Vie populaire du 10 février 1889
- 1889 - Boitelle, dans Le Voleur du 28 mars et 4 avril 1889
- 1889 - Boitelle, dans La Main gauche recueil paru en 1889 chez l'éditeur  Paul Ollendorff
- 1979 - Boitelle, dans Maupassant, Contes et nouvelles, tome II, texte établi et annoté par Louis Forestier, Bibliothèque de la Pléiade, éditions Gallimard

## Lire
- Lien vers la version de Boitelle dans La Main gauche,